# Lijst van Dancesmashes in 1999
Deze hits waren in 1999 Dancesmash op Radio 538:
| Nr. | Bekendgemaakt op | Artiest                                             | Titel                                               | Hoogste positie in Top 40                           |
| --- | ---------------- | --------------------------------------------------- | --------------------------------------------------- | --------------------------------------------------- |
| 246 | 1 januari        | Ruff Driverz presents Arrola                        | Dreaming                                            | tip4                                                |
| 247 | 8 januari        | Cassius                                             | Cassius 1999                                        | 23                                                  |
| 248 | 15 januari       | Strings of Harmony                                  | Part I & II rmx                                     | 23                                                  |
| 249 | 22 januari       | Inner City                                          | Good life (Buena vida)                              | tip18                                               |
| 250 | 29 januari       | DJ Sakin & Friends                                  | Protect your mind (Braveheart)                      | 21                                                  |
| 251 | 5 februari       | Miss Jane                                           | It's a fine day                                     | 34                                                  |
| 252 | 12 februari      | Armand van Helden & Duane Harden                    | You don't know me                                   | 11                                                  |
| 253 | 19 februari      | DJ Jean                                             | The Launch                                          | 1(2wk)                                              |
| 254 | 26 februari      | Alena                                               | Turn it around                                      | tip17                                               |
| 255 | 5 maart          | Buzzy Bus                                           | You don't stop!                                     | 19                                                  |
| 256 | 12 maart         | System F                                            | Out of the blue                                     | 29                                                  |
| 257 | 19 maart         | Southside Spinners                                  | Luvstruck                                           | tip9                                                |
| 258 | 26 maart         | ATB                                                 | Don't stop                                          | 17                                                  |
| 259 | 2 april          | Supercar                                            | Tonite                                              | tip23                                               |
| 260 | 9 april          | Soulsearcher                                        | Can't get enough                                    | tip2                                                |
| 261 | 16 april         | Faithless                                           | Bring my family back                                | tip4                                                |
| 262 | 23 april         | Basement Jaxx                                       | Red alert                                           | 31                                                  |
| 263 | 30 april         | Wamdue Project                                      | King of my castle                                   | 2                                                   |
| 264 | 7 mei            | Veracocha                                           | Carte blanche                                       | tip9                                                |
| 265 | 14 mei           | Pulsedriver IV                                      | Kiss that sound                                     | Geen notering                                       |
| 266 | 21 mei           | MC Bass                                             | Louder!                                             | tip18                                               |
| 267 | 28 mei           | Phats & Small                                       | Turn around                                         | 7                                                   |
| 268 | 4 juni           | Powerhouse ft. Duane Harden                         | What you need                                       | tip10                                               |
| 269 | 11 juni          | Gouryella                                           | Gouryella                                           | tip11                                               |
| 270 | 18 juni          | Hani                                                | Baby wants to ride                                  | 27                                                  |
| 271 | 25 juni          | Avant Garde                                         | Get down                                            | 28                                                  |
| 272 | 2 juli           | ATB                                                 | Killer                                              | 22                                                  |
| 273 | 9 juli           | Eiffel 65                                           | Blue (Da ba dee)                                    | 1(5wk)                                              |
| 274 | 16 juli          | Earth, Wind & Fire                                  | September 99 (Phats & Small remix)                  | 12                                                  |
| 275 | 23 juli          | Summer Madness                                      | Planet Rio                                          | tip6                                                |
| 276 | 30 juli          | Yomanda                                             | Synth & strings                                     | tip5                                                |
| 277 | 6 augustus       | Perfect Phase                                       | Horny horns                                         | tip7                                                |
| 278 | 13 augustus      | The Black & White Brothers                          | World wide party                                    | tip20                                               |
| 279 | 20 augustus      | La Bionda                                           | Eeah DaDa!                                          | 36                                                  |
| 280 | 27 augustus      | Relic vs. E-Craig                                   | Feels like runnin'                                  | Geen notering                                       |
| 281 | 3 september      | Phats & Small                                       | Feel good                                           | 24                                                  |
| 282 | 10 september     | Bob Marley vs. Funkstar Deluxe                      | Sun is shining                                      | 7                                                   |
| 283 | 17 september     | Fragma                                              | Toca me                                             | tip4                                                |
| 284 | 24 september     | DJ Stephen                                          | Infinity                                            | tip16                                               |
| 285 | 1 oktober        | Airscape                                            | L'esperanza                                         | Geen notering                                       |
| 286 | 8 oktober        | The 3 jays                                          | Feeling it too                                      | 21                                                  |
| 287 | 15 oktober       | Alice Deejay                                        | Back in My Life                                     | 4                                                   |
| 288 | 22 oktober       | Nalin & Kane                                        | Open your eyes                                      | tip17                                               |
| 289 | 29 oktober       | Topazz                                              | New millenium                                       | Geen notering                                       |
| 290 | 5 november       | Scoop                                               | Drop it                                             | 1(3wk)                                              |
| 291 | 12 november      | Kim Lukas                                           | All I really want                                   | 17                                                  |
| 292 | 19 november      | Gouryella                                           | Walhalla                                            | 35                                                  |
| 293 | 26 november      | Vincent de Moor                                     | Between 2 fires                                     | tip9                                                |
| 294 | 3 december       | Rollergirl                                          | Dear Jessie                                         | 11                                                  |
| 295 | 10 december      | Billie Ray Martin                                   | Honey                                               | tip4                                                |
| 296 | 17 december      | Eiffel 65                                           | Move your body                                      | 19                                                  |
| -   | 24 december      | Geen Dancesmash gekozen vanwege de Millennium 2000. | Geen Dancesmash gekozen vanwege de Millennium 2000. | Geen Dancesmash gekozen vanwege de Millennium 2000. |
| 297 | 31 december      | Planet Perfecto                                     | Bullet in the gun                                   | 38                                                  |

1994 ·
1995 ·
1996 ·
1997 ·
1998 ·
1999 ·
2000 ·
2001 ·
2002 ·
2003 ·
2004 ·
2005 ·
2006 ·
2007 ·
2008 ·
2009 ·
2010 ·
2011 ·
2012 ·
2013 ·
2014 ·
2015 ·
2016 ·
2017 ·
2018 ·
2019 ·
2020 ·
2021 ·
2022 ·
2023 ·
2024 ·
2025